# سارة ليال
سارة ليال (بالإنجليزية: Sarah Lyall)‏ هي صحفية أمريكية، ولدت في 1963.